# Kulstötning för damer i friidrott vid olympiska sommarspelen 2024

Guldkastet i kulstötning.

Damernas kulstötning vid olympiska sommarspelen 2024 avgjordes den 8 och 9 augusti 2024 på Stade de France i Frankrike. 31 idrottare från 18 nationer deltog i tävlingen. Det var 20:e gången grenen fanns med i ett OS och den har funnits med i varje OS sedan 1948.
Ettan och tvåan från Tokyo OS Gong Lijiao och Raven Saunders återvände. Men trean Valerie Adams hade gått i pension. Lijiao fick silver vid VM 2022 och brons 2023. Chase Ealey, nu gift och tävlande som Chase Jackson, vann 2022 och 2023. Jessica Schilder vann brons 2022, Sarah Mitton var silvermedaljör 2023 och kom till Paris som världsledare i 2024. Mitton, Schilder och Jackson hade stött över 20 meter flera gånger under 2024, Yemisi Ogunleye och Jaida Ross hade lyckats med det en gång.
Den tvåfaldiga regerande världsmästaren Jackson misslyckades överraskande nog med att kvalificera sig till finalen. Jaida Ross inledde finalen med ett kast på 19,28 meter. Bara Lijiao kom över 19 meter i första omgången med 19,08. Fanny Roos tog tredje platsen med 18,47 och avslutade rundan. I den andra omgången tog Maddi Wesche, vars tidigare bästa notering var en 4:e plats på inomhus-VM tidigare i år, ledningen med 19,58. Ogunleye kastade 19,55 för att komma nära ledningen. Den stora skrällen i slutet av den tredje rundan var att världsledaren Mitton inte fanns bland de åtta bästa, då hon lyckades med ett bästa kast på endast 17,48 i den andra omgången. Världstvåan Schilder hade det också kämpigt, då hennes kast på 18,91 i den tredje omgången var hennes enda giltiga kast i hela tävlingen. Ingen kunde kasta över 19 meter i den tredje omgången så när de ställde om ordningen hade Wesche förtjänat det sista kastet i de efterföljande omgångarna. I den fjärde omgången tog sig Song Jiayuan upp på tredje plats med 19,32. I den femte omgången förbättrade sig Lijiao till 19,27 men det tog henne inte bort från femteplatsen. Ogunleye kastade 19,73 för att ta ledningen. Med det sista kastet för rundan hade Wesche ett svar, ett personligt rekord på 19,86 meter för att återvända till toppen. Med alla på sina sista kast, kunde ingen förbättra sig förutom Ogunleye. Hon kastade 20,00 och tog ledningen. Wesche hade möjlighet att ta tillbaka ledningen igen med sin sista kast, men mäktade bara med 19,68.
| Spel              | Guld                     | Silver                   | Brons             |
| Kulstötning damer | Yemisi Ogunleye Tyskland | Maddi Wesche Nya Zeeland | Song Jiayuan Kina |

## Kvalificering till OS-grenen
Kvalificeringsperioden för damernas kulstötning var mellan 1 juli 2023 och 30 juni 2024. 31 idrottare kvalificerade sig till evenemanget, med högst tre idrottare per nation, genom att klara av kvalificeringsstandarden 18,80 meter eller genom sin världsranking.

## Schema
Alla tider är CET.
| Datum          | Tid   | Omgång |
| -------------- | ----- | ------ |
| 8 augusti 2024 | 10:25 | Kval   |
| 9 augusti 2024 | 19:37 | Final  |

## Rekord
Innan tävlingens start fanns följande rekord:
| Rekord           | Idrottare                | Längd | Plats          | Datum        |
| ---------------- | ------------------------ | ----- | -------------- | ------------ |
| Världsrekord     | Natalya Lisovskaya (URS) | 22,63 | Moskva, Sovjet | 7 juni 1987  |
| Olympiskt rekord | Ilona Slupianek (GDR)    | 22,41 | Moskva, Sovjet | 24 juli 1980 |

| Område                                   | Längd      | Idrottare          | Nation      |
| ---------------------------------------- | ---------- | ------------------ | ----------- |
| Afrika                                   | 18,43      | Vivian Chukwuemeka | Nigeria     |
| Asien                                    | 21,80      | Li Meisu           | Kina        |
| Europa                                   | 22,63 0VR0 | Natalya Lisovskaya | Sovjet      |
| Nordamerika, Centralamerika och Karibien | 20,96      | Belsy Laza         | Kuba        |
| Oceanien                                 | 21,24      | Valerie Adams      | Nya Zeeland |
| Sydamerika                               | 19,61      | Elisângela Adriano | Brasilien   |

## Resultat
Markeringarnas förklaring finns längst ner.

### Kval
Idrottarna behövde nå kvalgränsen 19,15 meter 0Q0 eller hamna på de 12 första platserna 0q0 för att gå till final.
| Plac. | Grupp | Idrottare                | Nation              | 1     | 2     | 3     | Resultat | Anmärkning |
| ----- | ----- | ------------------------ | ------------------- | ----- | ----- | ----- | -------- | ---------- |
| 1     | A     | Sarah Mitton             | Kanada              | 19,77 | —     | —     | 19,77    | 0Q0        |
| 2     | A     | Maddi Wesche             | Nya Zeeland         | 18,59 | 19,25 | —     | 19,25    | 0Q0        |
| 3     | B     | Yemisi Ogunleye          | Tyskland            | 18,01 | 17,72 | 19,24 | 19,24    | 0Q0        |
| 4     | B     | Jessica Schilder         | Nederländerna       | x     | 18,86 | 18,92 | 18,92    | 0q0        |
| 5     | B     | Gong Lijiao              | Kina                | 18,06 | 18,78 | x     | 18,78    | 0q0        |
| 6     | A     | Song Jiayuan             | Kina                | 17,65 | 18,22 | 18,73 | 18,73    | 0q0        |
| 7     | B     | Raven Saunders           | USA                 | x     | 17,93 | 18,62 | 18,62    | 0q0        |
| 8     | A     | Jaida Ross               | USA                 | 18,58 | 18,21 | x     | 18,58    | 0q0        |
| 9     | A     | Jessica Inchude          | Portugal            | x     | 18,36 | x     | 18,36    | 0q0        |
| 10    | B     | Fanny Roos               | Sverige             | 17,66 | 18,17 | 17,69 | 18,17    | 0q0        |
| 11    | A     | Alina Kenzel             | Tyskland            | 18,16 | 18,09 | x     | 18,16    | 0q0        |
| 12    | A     | Axelina Johansson        | Sverige             | x     | 18,16 | 17,73 | 18,16    | 0q0        |
| 13    | B     | Danniel Thomas-Dodd      | Jamaica             | x     | 18,12 | 16,87 | 18,12    |            |
| 14    | A     | Lloydricia Cameron       | Jamaica             | 18,01 | 17,71 | 18,02 | 18,02    |            |
| 15    | B     | Eliana Bandeira          | Portugal            | 16,86 | 17,97 | 17,76 | 17,97    |            |
| 16    | B     | Katharina Maisch         | Tyskland            | 17,45 | 17,86 | x     | 17,86    |            |
| 17    | A     | Chase Jackson            | USA                 | x     | x     | 17,60 | 17,60    |            |
| 18    | A     | Ivana Gallardo           | Chile               | 17.47 | 16,64 | 16,13 | 17,47    |            |
| 19    | B     | Klaudia Kardasz          | Polen               | x     | 17,08 | 17,45 | 17,45    |            |
| 20    | A     | Erna Sóley Gunnarsdóttir | Island              | 17,34 | 17,39 | 17,29 | 17,39    |            |
| 21    | A     | Sun Yue                  | Kina                | x     | 17,33 | x     | 17,33    |            |
| 22    | B     | Portious Warren          | Trinidad och Tobago | 17,02 | 16,28 | 17,22 | 17,22    |            |
| 23    | B     | Ana Caroline Silva       | Brasilien           | 17,09 | x     | 16,67 | 17,09    |            |
| 24    | A     | Emel Dereli              | Turkiet             | 17,02 | x     | 16,71 | 17,02    |            |
| 25    | B     | María Belén Toimil       | Spanien             | x     | 16,83 | x     | 16,83    |            |
| 26    | B     | Alida van Daalen         | Nederländerna       | 16,25 | x     | 16,53 | 16,53    |            |
| 27    | B     | Dimitriana Bezede        | Moldavien           | 16,30 | 15,89 | 16,35 | 16,35    |            |
| 28    | A     | Jorinde van Klinken      | Nederländerna       | 16,35 | x     | x     | 16,35    |            |
| 29    | A     | Lívia Avancini           | Brasilien           | 16,26 | x     | 15,85 | 16,26    |            |
| 30    | B     | Natalia Duco             | Chile               | x     | 16,11 | x     | 16,11    |            |
| 31    | A     | Miné de Klerk            | Sydafrika           | 15,63 | x     | x     | 15,63    |            |

### Final
| Plac. | Idrottare         | Nation        | 1     | 2     | 3     | 4     | 5     | 6     | Resultat | Anmärk. |
| ----- | ----------------- | ------------- | ----- | ----- | ----- | ----- | ----- | ----- | -------- | ------- |
| 1     | Yemisi Ogunleye   | Tyskland      | x     | 19,55 | x     | 18,75 | 19,73 | 20,00 | 20,00    |         |
| 2     | Maddi Wesche      | Nya Zeeland   | x     | 19,58 | 18,54 | 19,10 | 19,86 | 19,68 | 19,86    | 0PB0    |
| 3     | Song Jiayuan      | Kina          | 16,43 | 18,88 | 18,78 | 19,32 | x     | 19,21 | 19,32    |         |
| 4     | Jaida Ross        | USA           | 19,28 | x     | x     | x     | 18,79 | 18,75 | 19,28    |         |
| 5     | Gong Lijiao       | Kina          | 19,09 | 19,06 | x     | x     | 19,27 | 19,00 | 19,27    |         |
| 6     | Jessica Schilder  | Nederländerna | x     | x     | 18,91 | x     | x     | x     | 18,91    |         |
| 7     | Fanny Roos        | Sverige       | 18,47 | 18,78 | x     | 18,48 | x     | 18,13 | 18,78    |         |
| 8     | Jessica Inchude   | Portugal      | 18,16 | 18,41 | x     | 18,32 | x     | x     | 18,41    |         |
| 9     | Alina Kenzel      | Tyskland      | 18,19 | x     | 18,29 |       |       |       | 18,29    |         |
| 10    | Axelina Johansson | Sverige       | 18,03 | x     | x     |       |       |       | 18,03    |         |
| 11    | Raven Saunders    | USA           | x     | 16,92 | 17,79 |       |       |       | 17,79    |         |
| 12    | Sarah Mitton      | Kanada        | 17,15 | 17,48 | x     |       |       |       | 17,48    |         |

## Markeringar
- – innebär att idrottaren valde att inte delta i den rundan.
- x innebär ogiltigt kast.
- 0Q0 innebär avancemang utifrån avklarad kvalgräns.
- 0q0 innebär avancemang utifrån total placering.
- 0DNS0 innebär att idrottaren inte startade.
- 0DNF0 innebär att idrottaren inte fullföljde.
- 0DSQ0 innebär att idrottaren diskvalificerades.
- 0VR0 innebär världsrekord.
- 0OR0 innebär olympiskt rekord.
- 0AR0 innebär världsdelsrekord (eng: Area Record).
- 0VRJ0 innebär världsrekord för juniorer.
- 0NR0 innebär nationellt rekord.
- 0PB0 innebär personligt rekord.
- 0SB0 innebär säsongsbästa.
- 0w0 innebär medvind > 2,0 m/s.
- 0NM0 innebär inget resultat (eng: No Mark).